# 朱友堚
華陽康簡王朱友堚（1423年—1473年），明朝第二代華陽王，蜀獻王朱椿庶孙，华阳悼隐王朱悦燿庶第一子，母夫人张氏。

## 人物经历
朱友堚在正统二年（1437年）受封華陽王。王妃杨氏。即位后，他与兄弟镇国将军朱友壁关系不睦，两人经常互相诋毁诬告，并受到明英宗和明代宗下敕斥责。
因朱悦燿行为不端，其家族被迁到澧州，事实上失去袭封蜀王的资格。蜀僖王朱友壎死后，由五叔保宁王朱悅𤉎继任蜀王。朱友堚觊觎蜀王爵位，以自己的父亲年长且为次妃所出、保宁王年幼且为宫人所出为由，上奏表示异议，并以贫穷为由请求获得祖父蜀献王生前的金帛、器物、内使、宫女、官校，然明宪宗亦未同意友堚承袭蜀王王位，仅命令蜀王朱悅𤉎念及华阳王贫穷以白金救济。
成化九年（1473年），朱友堚去世，谥康簡。《直隸澧州志》記載其陵墓位於澧州石家坪。三年后其长子朱申鍷就嗣位。

## 家庭

### 子女
- 长子悼康王朱申鍷
- 次子镇国将军朱申鈏，天顺元年六月赐名，夫人冯氏。成化二十二年（1486年）六月已经去世
  - 辅国将军朱宾淟[5]
    - 长子朱让栦

  - 朱賓灆[6]
- 三子镇国将军朱申䤧，天顺元年六月赐名
- 四子镇国将军朱申鉴